# Sidney (Nebraska)
Sidney város az USA Nebraska államában, Cheyenne megyében, melynek megyeszékhelye is Lakosainak száma 6410 fő (2020. április 1.).
Létrejöttét az első transzkontinentális vasútvonalnak köszönheti.

## Népesség
A település népességének változása:

| 2010 | 6 757 |
| 2020 | 6 410 |